# Grauholzdenkmal

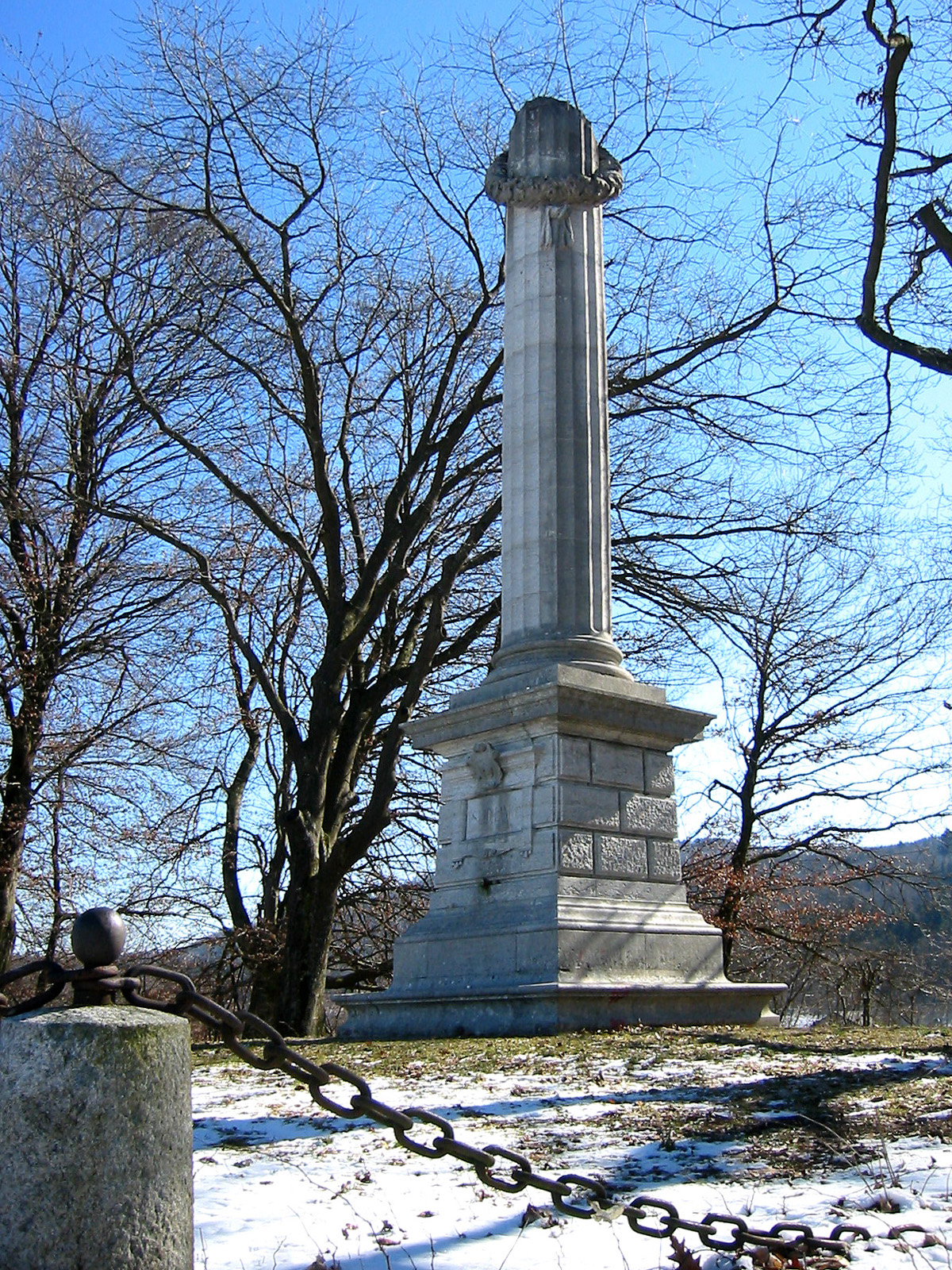
Grauholzdenkmal (2008)

Das Grauholzdenkmal erinnert an die Schlacht am Grauholz am 5. März 1798 und steht am bewaldeten Hügelzug Grauholz auf dem Gebiet der Gemeinde Moosseedorf im Kanton Bern, Schweiz. Es ist von der Autobahn A1, Fahrtrichtung Bern auf der rechten Seite, gut zu erkennen.
Das Denkmal besteht aus weissem Solothurner Kalkstein, hat die Form eines Säulenstumpfes und ist zusammen mit dem Sockel 12 Meter hoch. Im Auftrag des kantonal-bernischen Offiziersvereins wurde es nach einem siegreich aus einem Wettbewerb hervorgegangenen Entwurf des Berners Gottlieb Hirsbrunner vom Tessiner Bildhauer Luigi Piffaretti (1861–1910) geschaffen und 1886 eingeweiht.
Als der Blick auf das Denkmal durch den späteren Bau des Eidgenössischen Remontendepots (eines Gebäudes der schweizerischen Kavallerie) versperrt worden war, wurde es 1930 an seinen heutigen Standort versetzt, in dessen Nähe inzwischen die Autobahn A1 verläuft. Es trägt die Aufschrift Seid einig und Den treuen Verteidigern des Vaterlandes unter General v. Erlach im unglücklichen Kampfe gegen fremde Übermacht 5. März 1798.

## Bilder

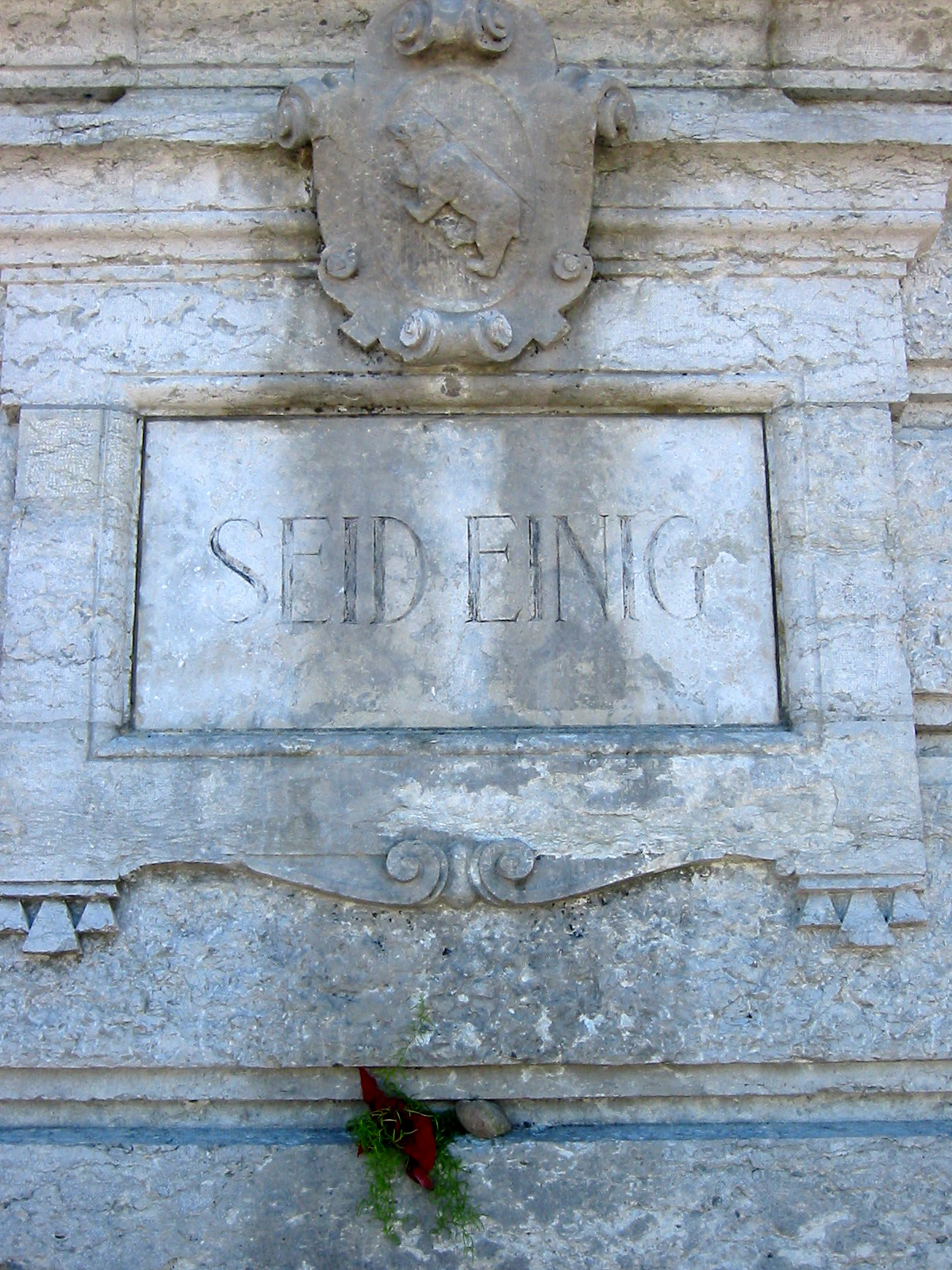
Seid einig: Inschrift NW-Seite
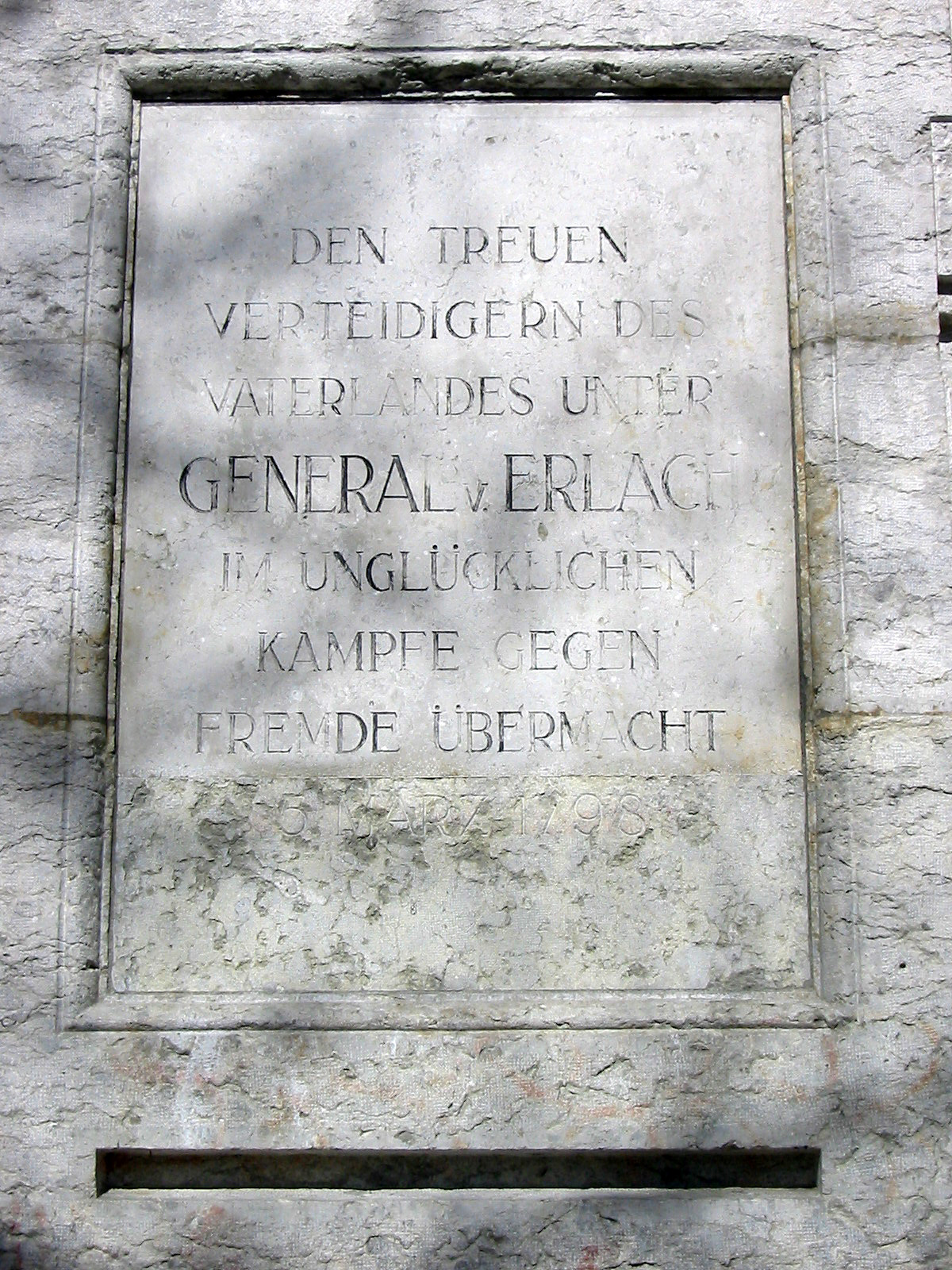
Inschrift SO-Seite
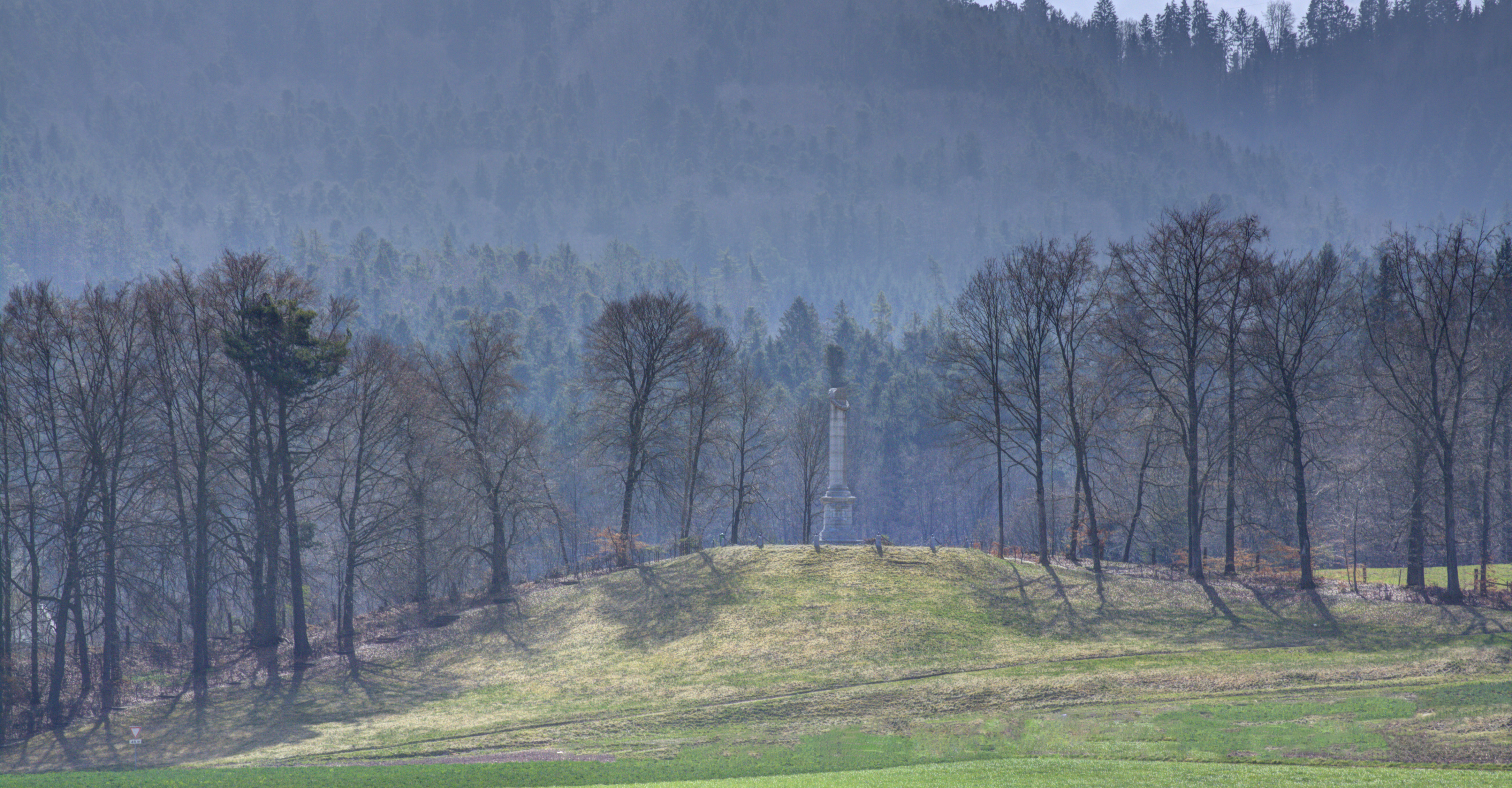
Lage (2012)